# Kamienica przy ulicy Mikołaja Zyblikiewicza 12 w Krakowie
Kamienica przy ulicy Mikołaja Zyblikiewicza 12 – zabytkowa kamienica znajdująca się w Krakowie, w dzielnicy I Stare Miasto przy ul. M. Zyblikiewicza, na Wesołej.
Kamienica została wzniesiona w 1898 roku. Zaprojektowana została przez Władysława Kleinbergera. W 1910 roku została wybudowana oficyna budynku zgodnie z projektem Henryka Lamensdorfa.
Kamienica znajduje się na obszarze Wesołej, której układ urbanistyczny został wpisany 16 lutego 1984 do rejestru zabytków. Budynek znajduje się także w gminnej ewidencji zabytków.